# Francis Xavier Sudartanta Hadisumarta
Francis Xavier Sudartanta Hadisumarta, né le 13 décembre 1932 à Ambarawa dans la province du Java central et mort le 12 février 2022 à Jakarta, est un prélat indonésien. Il est évêque du diocèse de Malang puis du diocèse de Manokwari-Sorong en Indonésie.

## Biographie
Il est ordonné prêtre pour l'Ordre du Carmel le 12 juillet 1959. 

### Évêque
Le 1er mars 1973, le pape Paul VI le nomme évêque de Malang, il reçoit l'ordination épiscopale le 3 septembre suivant des mains de son prédécesseur Mgr Justinus Darmojuwono.
Le 5 mai 1988, le pape Jean-Paul II le nomme évêque de Manokwari-Sorong jusqu'à sa démission le 30 juin 2003.
Il donna l'ordination épiscopale à son successeur Datus Hilarion Lega.